# Wetterau-Museum
Wetterau-Museum is een museum in Friedberg in de Duitse deelstaat Hessen. Het toont cultuurhistorische stukken en archeologische vondsten uit de regio Wetterau. 

## Collectie
Zwaartepunten uit verschillende tijdperken worden belicht. Er wordt ingegaan op de Keltische en Romeinse tijd, de middeleeuwen (het burggraafschap Friedberg en de burcht van Friedberg), de nieuwe tijd (mechanisering van de landbouw) en de 20e eeuw (de Tweede Wereldoorlog en de Amerikaanse bezettingszone). Speciale aandacht is er in de vaste opstelling voor de stationering in de periode van 1958 tot 1960 van Elvis Presley als dienstplichtig militair in Friedberg.

## Geschiedenis van het museum

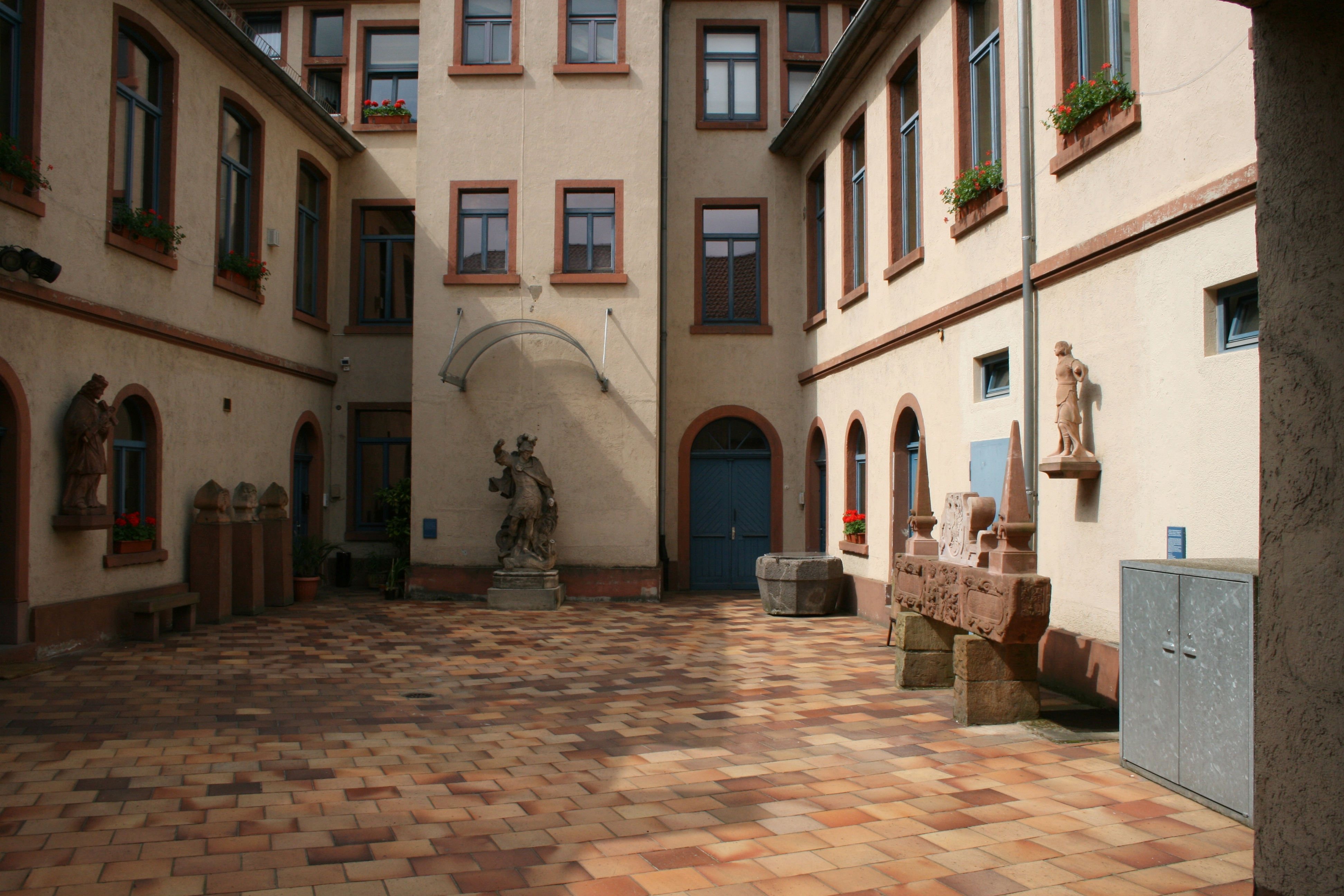
Binnenhof

Het museum werd kort voor het begin van de 20e eeuw opgericht, in de tijd dat er in Friedberg talrijke vondsten werden gedaan uit de Romeinse tijd. In deze tijd werd ook de Friedberger Geschichtsverein (geschiedkundige vereniging) opgericht.
De huidige locatie was sinds 1882 in gebruik als stedelijke paardenstal en vakschool. Het museum werd hier in 1913 naartoe verhuisd en kende ervoor enkele andere adressen. Door de uitbraak van de Eerste Wereldoorlog (1914-1918) werd het hier echter pas op 16 mei 1920 heropend. In de Tweede Wereldoorlog waren hier soldaten gelegerd.
De naam wijzigde enkele malen. Voorheen heette het Historisches Museum der Stadt und der Wetterau en verder nog het Wetterauer Museum. Het pand is een beschermd erfgoed. 

## Collectie

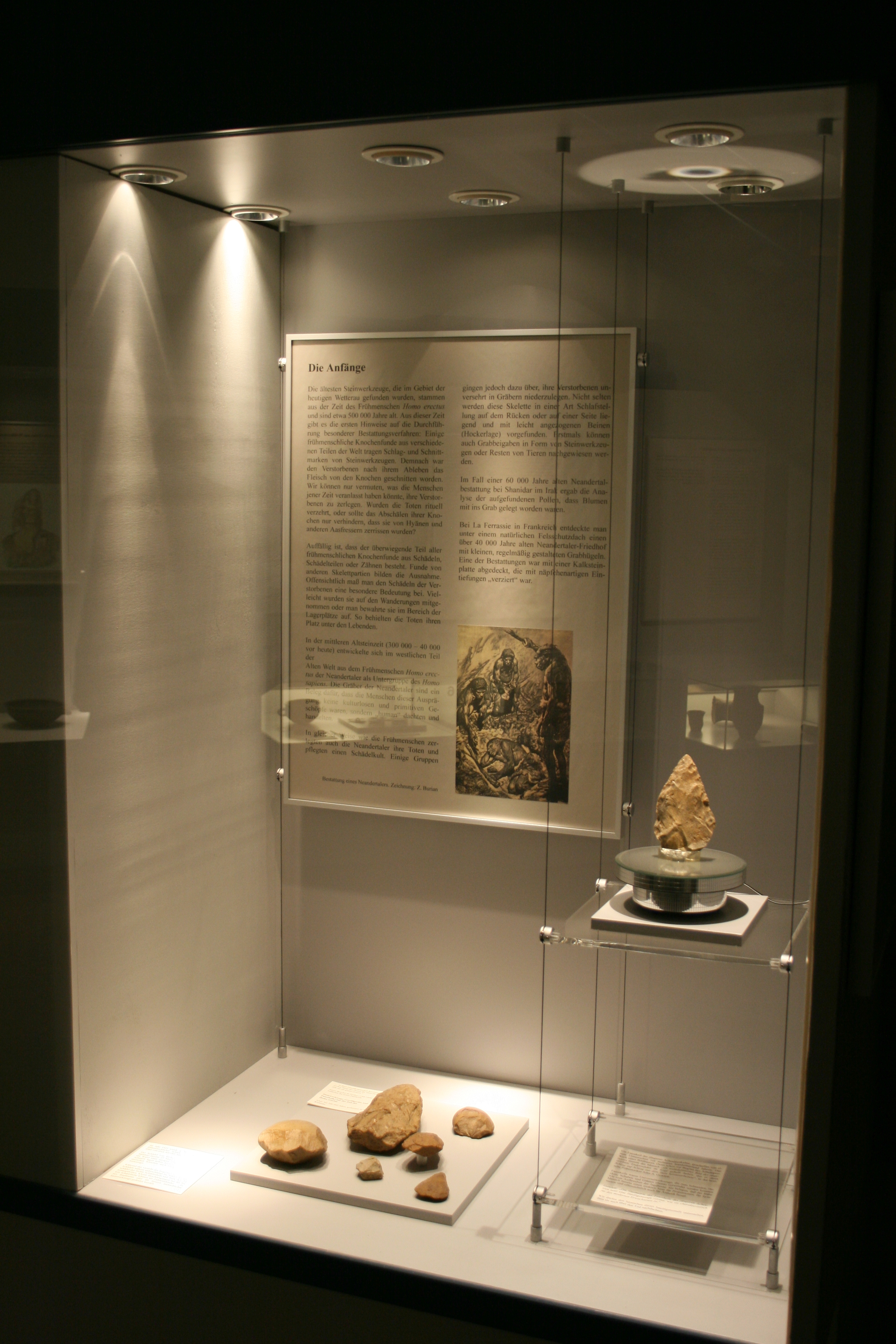
Oude steentijd
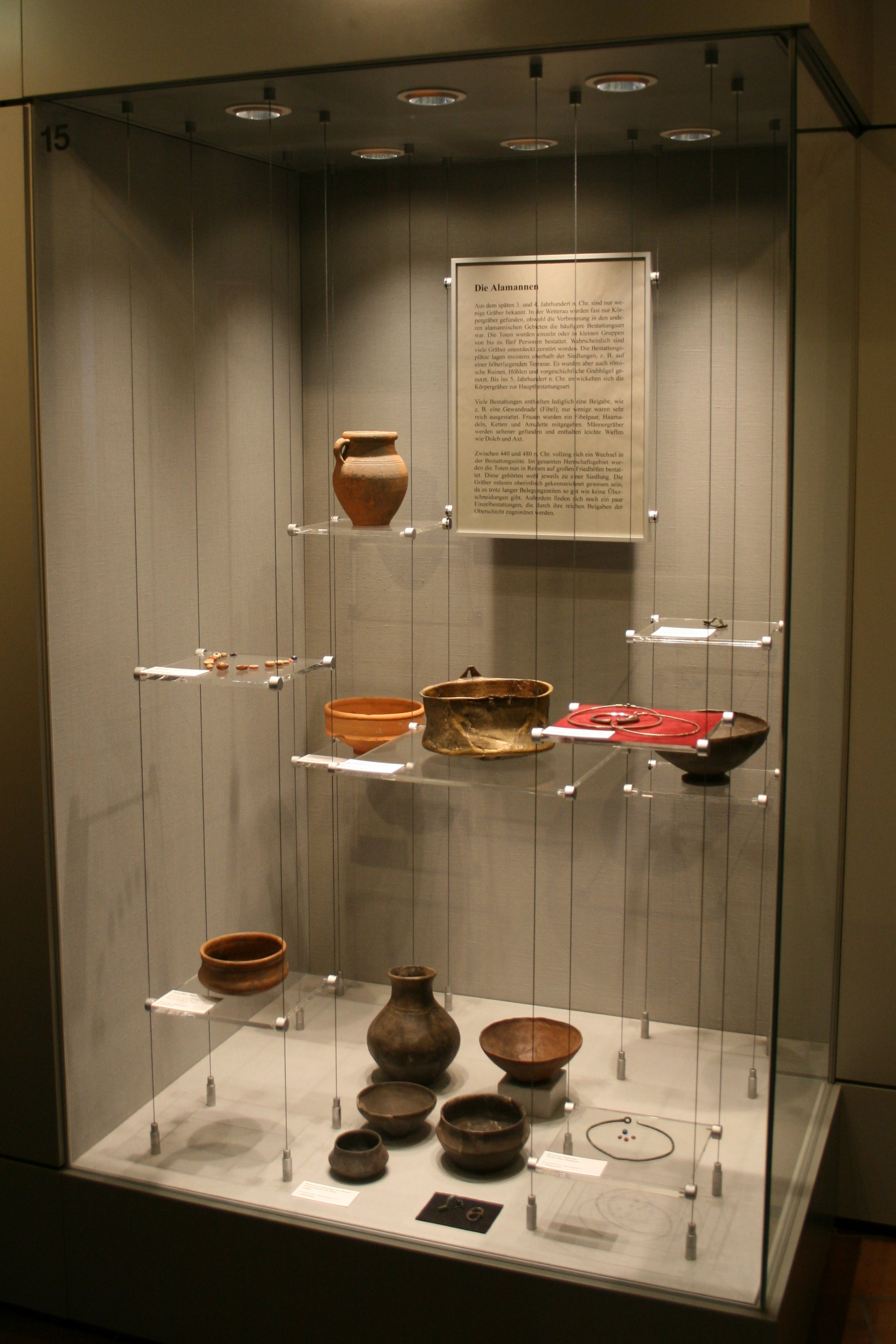
Alemaanse tijd
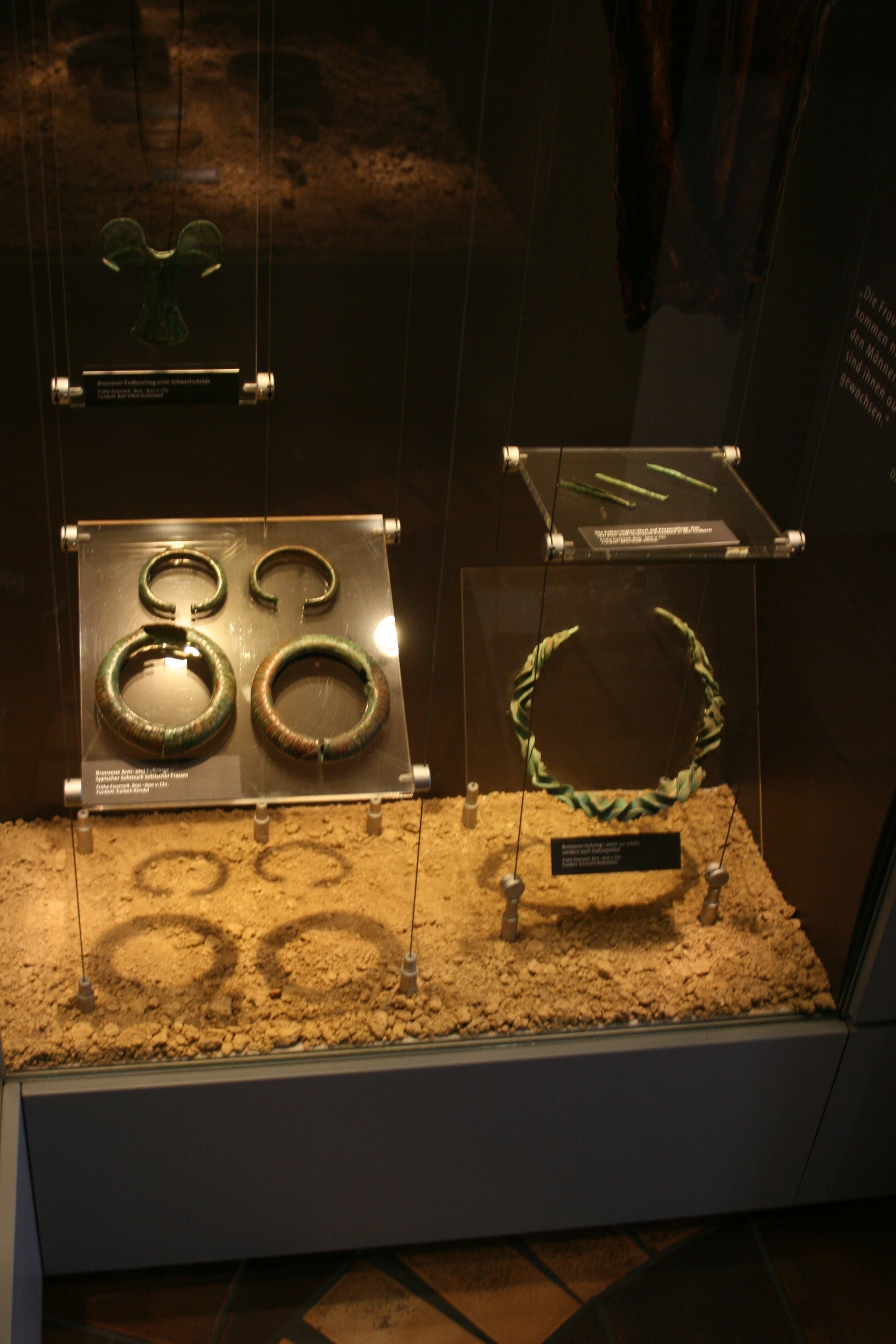
Keltische tijd
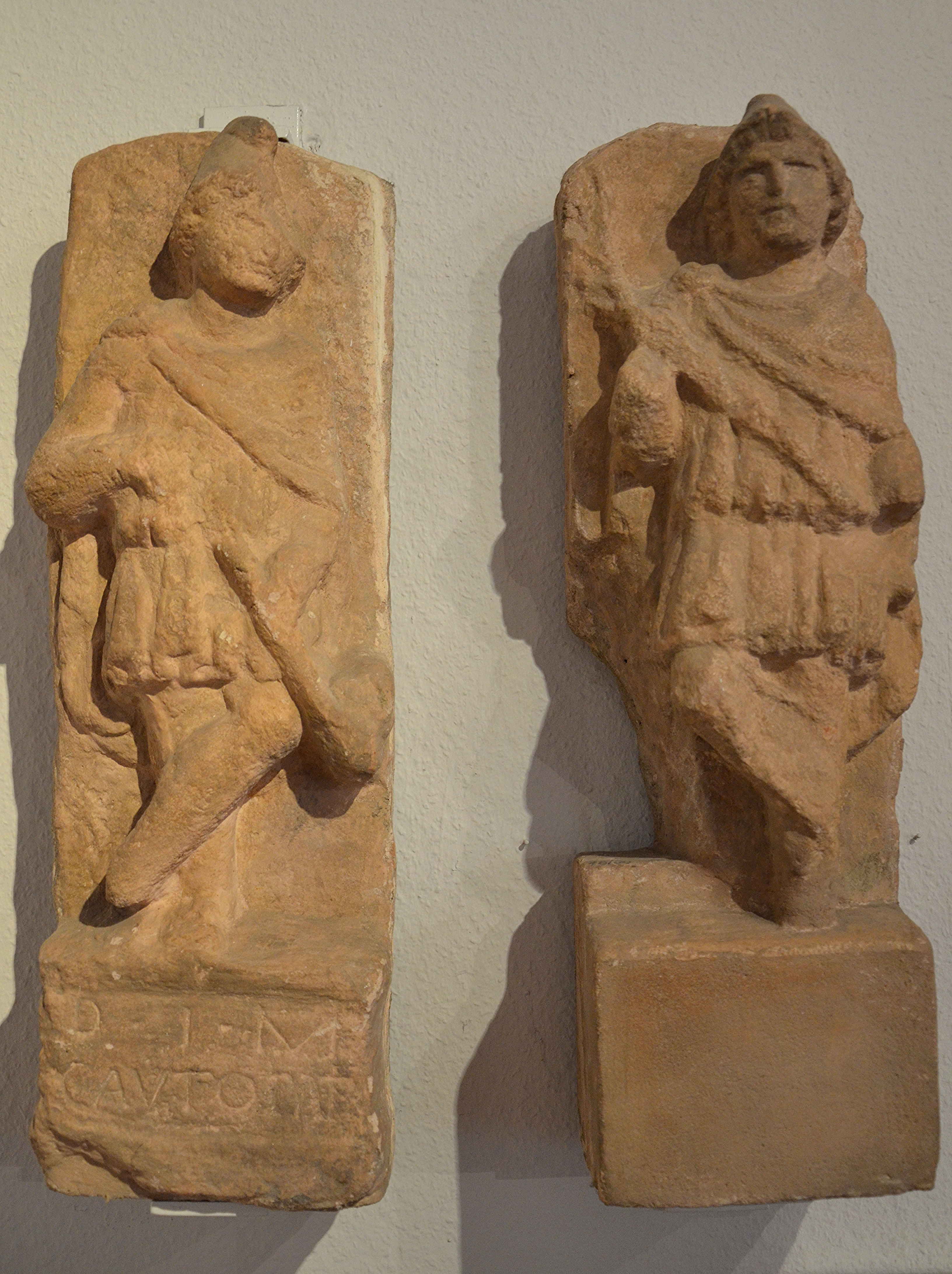
Cautes en Cautopates
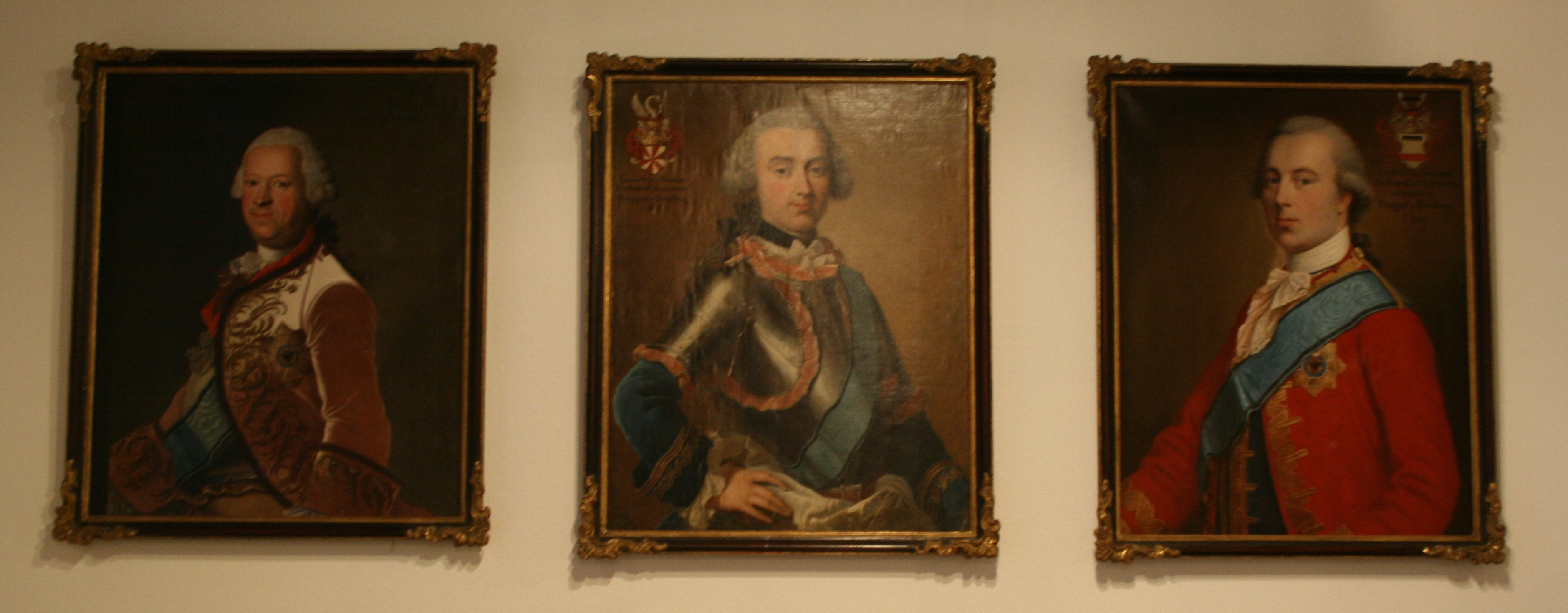
Friedbergse burggraven
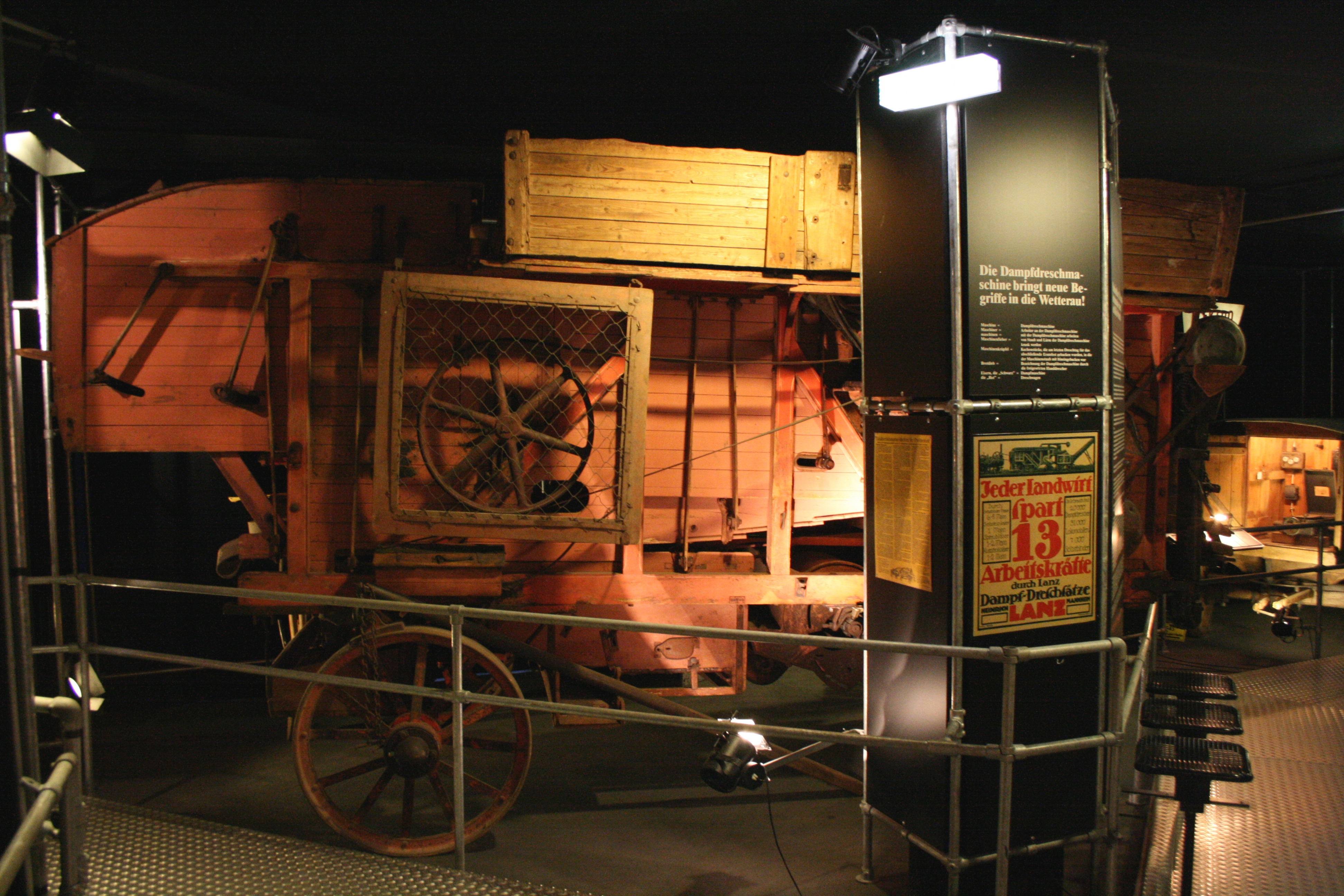
Dorsmachine tijdens de landbouwmechanisatie
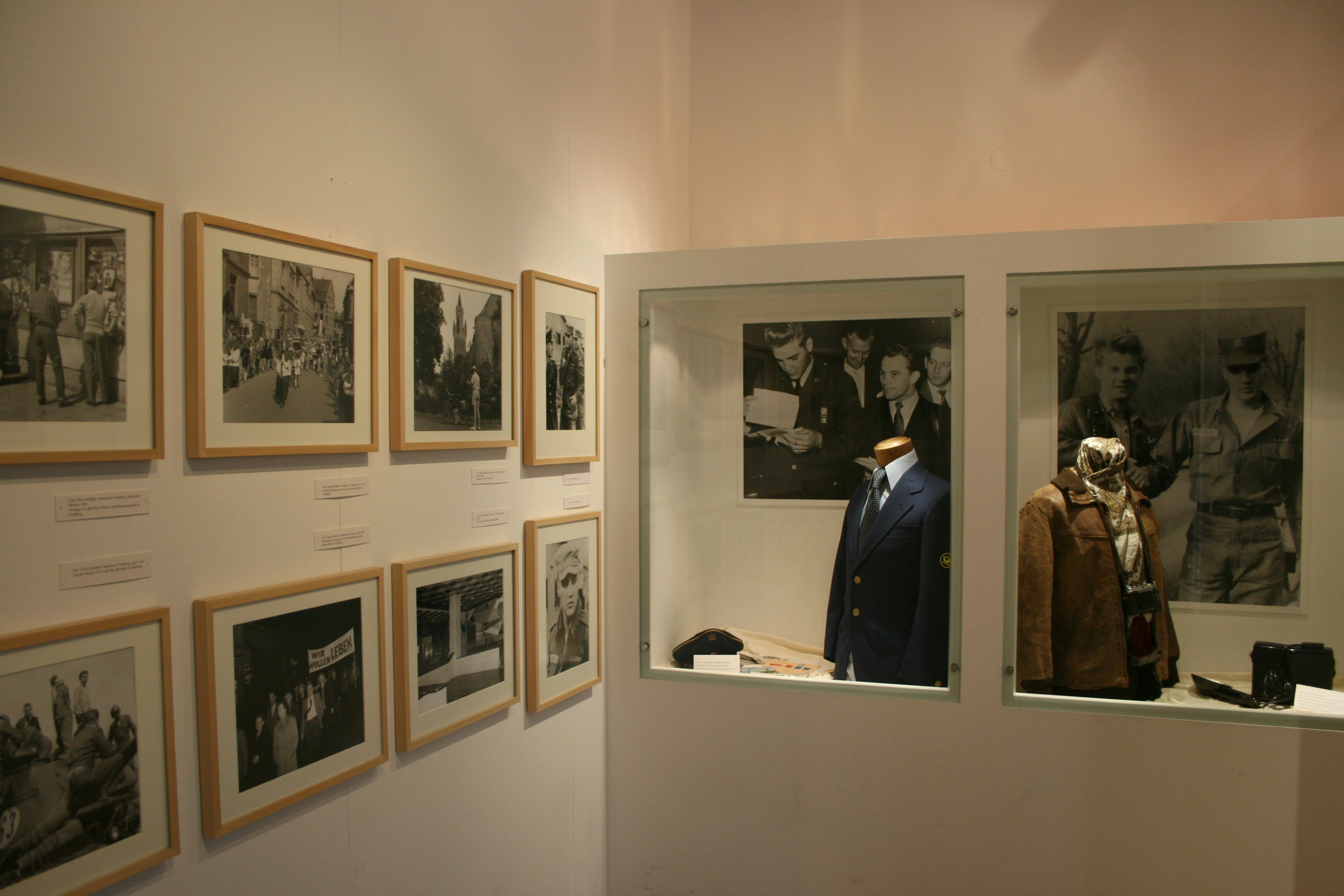
Elvis Presley-expositie